# Selva Lacandona
Selva Lacandona (spansk for Lacandon-regnskoven) er et jungleområde i den mexicanske delstat Chiapas. Selva Lacandona er hjemsted for lacandon-mayaerne, som har bevaret megen af deres traditionelle levevis.
Siden 1990'erne har det relativt uvejsomme skovområde i Chiapas været den Nationale Zapatistiske Befrielseshærs aktivitetsområde, hvor de visse steder har etableret egne kommuner for urfolk. Deres krav om selvbestemmelse anerkendes pt. (2006) af den mexicanske stat.
16°27′45″N 91°09′33″V / 16.462428°N 91.159058°V